# Lorenz von Stein
Lorenz von Stein (Eckernförde, 18 novembre 1815 – Vienna, 23 settembre 1890) è stato un sociologo, giurista ed economista tedesco.
È stato definito il "padre intellettuale dello stato sociale".

## Biografia
Nel 1835 von Stein studiò filosofia e diritto all'Università di Kiel e successivamente all'Università di Jena.
Tra il 1839 ed il 1841 lavorò presso la Cancelleria di Copenhagen e collaborò agli «Hallische Jahrbücher».
Tra il 1840 e il 1842 visse a Parigi, dove studiò filosofia e giurisprudenza. In quel periodo si interessò alla storia del diritto francese e del suo movimento sociale.
Nel 1842 scrisse il libro Der Sozialismus und Communismus des heutigen Frankreich, dove analizzò il socialismo francese.
Nel 1846 divenne professore di Diritto all'Università di Kiel.
Nel 1848 divenne membro del Parlamento di Francoforte e pubblicò il suo libro Die sozialistischen und kommunistischen Bewegungen seit der dritten französischen Revolution, dove descrisse i movimenti socialisti e comunisti che lottavano per i diritti sociali (diritti del benessere) dopo la Rivoluzione Francese.
Nel 1850 scrisse Geschichte der sozialen Bewegung in Frankreich von 1789 bis auf unsere Tage, dove descrisse i movimenti sociali francesi dal 1789 al presente. In questo libro viene descritta l'epoca storica dalla Rivoluzione francese che inaugura un movimento sociale teso a chiudere il distacco tra uguaglianza formale e uguaglianza materiale.
Sempre nello stesso anno, si oppose all'integrazione dei ducati dello Schleswig-Holstein al Regno di Danimarca: conseguentemente, nel 1852, fu uno degli otto professori licenziati dalle autorità danesi per la loro opposizione.
Dal 1855 al 1885 fu professore di Economia, Scienza delle Finanze e Scienza dell'Amministrazione nell'Università di Vienna. Le opere su Scienze Politiche e Economia, compiute in quel periodo, sono considerate la base della scienza internazionale della Pubblica Amministrazione.
Nel 1868 venne nominato membro dell'Imperiale Accademia delle Scienze di Vienna. Fu membro anche dell'Istitut de France, dell'Accademia di Mosca e di Pietroburgo e fu Dottore honoris causa dell'Università di Bologna.
Nel 1882, il primo ministro giapponese Itō Hirobumi guidò una delegazione in Europa per studiare i sistemi del governo occidentale. I componenti della delegazione andarono prima a Berlino, dove furono istruiti da Rudolf von Gneist, e poi a Vienna, dove ascoltarono le lezioni universitarie di von Stein. Attraverso questo canale, le idee politiche liberali di von Stein influenzarono la formulazione della Costituzione dell'Impero del Giappone.
Lorenz von Stein morì il 23 settembre 1890 nella sua casa di Hadersdorf-Weidlingau (Vienna).
Fu sepolto nel cimitero protestante di Matsleinsdorf.

## Libri
Nel corso della sua vita, Lorenz von Stein pubblicò diversi libri, così ordinati cronologicamente:
- Der Sozialismus und Communismus des heutigen Frankreich, Leipzig 1842, seconda edizione, 1847.[2]
- Die sozialistischen und kommunistischen Bewegungen seit der dritten französischen Revolution, Stuttgart, 1848.
- Geschichte der Sozialen Bewegung in Frankreich von 1789 bis auf unsere Tage, Leipzig, 1850, 3 volumi.[3]
- Französische Staats- und Rechtsgeschichte, Basilea, 1846-1848, 3 volumi.
- Geschichte des französischen Strafrechts, Basilea, 1847.
- System der Staatswissenschaft, Volume 1: Statistik, Basel, 1852; Volume 2: Gesellschaftslehre, Basilea, 1857.[3]
- Die neue Gestaltung der Geld- und Kreditverhältnisse in Österreich, Vienna, 1855.
- Lehrbuch der Volkswirtschaft, Vienna, 1858;
- Lehrbuch der Finanzwissenschaft, Leipzig, 1860;[3]
- Verwaltungslehre, Stuttgart, 1866-1884, 10 volumi.[2]
- Handbuch der Verwaltungslehre und des Verwaltsrechts mit Vergleichung der Literatur und Gesetzgebung in Frankreich, England und Deutschland, 1870[3]
- Handbuch der Verwaltungslehre, Stuttgart , 1870
- Die Lehre vom Heerwesen, Stuttgart, 1872.
- Gegenwart und Zukunft des Rechts- und Staatswissenschaft Deutschlands, Stuttgart, Cotta, 1876[2]
- Die drei Fragen des Grundbesitzes und seiner Zukunft, 1881[3]

## Teoria
Lorenz von Stein ha elaborato per primo il concetto di Stato sociale moderno, configurandolo in forma di democrazia sociale: il compito dello Stato è salvaguardare, con il suo potere, l’assoluta eguaglianza del diritto contro tutte le differenze a favore della singola persona. Lo Stato deve promuovere l'avanzamento economico e sociale di tutti i suoi cittadini, in quanto il progresso dell’uno è sempre la condizione e la conseguenza del progresso dell'altro.
Lorenz von Stein affermò che: 
(Lorenz von Stein Geschichte der soziale Bewegung in Frankreich von 1789 bis auf unsere Tage, Leipzig)
Nello Stato di Stein, l'ordine e la pace fiscale sono possibili tramite le riforme sociali. La soluzione riformista di Stein prevedeva che, se le riforme non venivano passate, i partiti e i sindacati dovessero paralizzare l'economia facendo scioperi o bloccando fabbriche. Il pensiero di Stein è importante soprattutto per la forte connessione tra democrazia e questione sociale, mediata appunto dallo Stato sociale.
Lorenz Von Stein è conosciuto soprattutto per aver applicato l'ideologia di Hegel nel campo della pubblica amministrazione e dell'economia nazionale per migliorare la sistematizzazione di queste scienze. È considerato, inoltre, il tramite tra Hegel e Marx. Marx era a conoscenza del suo libro molto influente del 1842 sul pensiero comunista in Francia. Tuttavia, sebbene Lorenz von Stein menzioni Marx in alcuni casi, Marx non lo nominerà.